# Leichtathletik-Halleneuropameisterschaften 2021/Teilnehmer (Litauen)
| Gelbes Symbol für Goldmedaillen mit stilisierten Olympischen Ringen | Graues Symbol für Silbermedaillen mit stilisierten Olympischen Ringen | Braundes Symbol für Bronzemedaillen mit stilisierten Olympischen Ringen |
| ------------------------------------------------------------------- | --------------------------------------------------------------------- | ----------------------------------------------------------------------- |
| —                                                                   | —                                                                     | —                                                                       |

Aus Litauen starteten vier Athletinnen und fünf Athleten bei den Leichtathletik-Halleneuropameisterschaften 2021 in Toruń.

## Ergebnisse

### Frauen

#### Laufdisziplinen
| Athletin                  | Disziplin | Vorlauf | Vorlauf | Halbfinale | Halbfinale | Finale             | Finale             |
| Athletin                  | Disziplin | Zeit    | Platz   | Zeit       | Platz      | Zeit               | Platz              |
| ------------------------- | --------- | ------- | ------- | ---------- | ---------- | ------------------ | ------------------ |
| Modesta Justė Morauskaitė | 400 m     | 52,52 s | 7       | 53,20 s    | 15         | nicht qualifiziert | nicht qualifiziert |
| Agnė Šerkšnienė           | 400 m     | 53,00 s | 20      | 53,09 s    | 11         | nicht qualifiziert | nicht qualifiziert |

#### Sprung/Wurf
| Athletin           | Disziplin  | Qualifikation | Qualifikation | Finale             | Finale             |
| Athletin           | Disziplin  | Weite         | Platz         | Weite              | Platz              |
| ------------------ | ---------- | ------------- | ------------- | ------------------ | ------------------ |
| Jogailė Petrokaitė | Weitsprung | 6,53 m PB     | 9             | nicht qualifiziert | nicht qualifiziert |
| Diana Zagainova    | Dreisprung | 13,55 m       | 14            | nicht qualifiziert | nicht qualifiziert |

### Männer

#### Laufdisziplinen
| Athlet                | Disziplin   | Vorlauf        | Vorlauf | Halbfinale         | Halbfinale         | Finale             | Finale             |
| Athlet                | Disziplin   | Zeit           | Platz   | Zeit               | Platz              | Zeit               | Platz              |
| --------------------- | ----------- | -------------- | ------- | ------------------ | ------------------ | ------------------ | ------------------ |
| Gediminas Truskauskas | 60 m        | 6,80 s         | 47      | nicht qualifiziert | nicht qualifiziert | nicht qualifiziert | nicht qualifiziert |
| Simas Bertašius       | 1500 m      | 3:42,17 min SB | 6       | nicht qualifiziert | nicht qualifiziert | nicht qualifiziert | nicht qualifiziert |
| Rapolas Saulius       | 60 m Hürden | 7,90 s         | 28      | nicht qualifiziert | nicht qualifiziert | nicht qualifiziert | nicht qualifiziert |

#### Sprung/Wurf
| Athlet             | Disziplin  | Qualifikation | Qualifikation | Finale             | Finale             |
| Athlet             | Disziplin  | Höhe          | Platz         | Höhe               | Platz              |
| ------------------ | ---------- | ------------- | ------------- | ------------------ | ------------------ |
| Adrijus Glebauskas | Hochsprung | 2,21 m        | 4             | 2,23 m             | 5                  |
| Juozas Baikštys    | Hochsprung | 2,10 m        | 14            | nicht qualifiziert | nicht qualifiziert |